# Pierre Vogel (Mathematiker)
Pierre Vogel (* 19. Januar 1945 in Toul) ist ein französischer Mathematiker.

## Werdegang
Pierre Vogel promovierte 1972 an der Universität Paris-Süd in Orsay bei Valentin Poénaru (Variétés multiples d'une immersion générique et cobordisme d'immersions). Danach wechselte er an die Universität Nantes, wo er 1982 eine Professur erhielt. Von 1991 bis zu seiner Emeritierung 2013 war er Professor an der Université Paris Diderot. Sein Forschungsgebiet ist die Topologie, speziell die Knotentheorie.

## Publikationen
- Cobordisme d'immersions. Ann. Sci. ENS 4e série, t. 7, № 3 (1974) pp. 317-358.
- Λ-sphères. (mit J. Barge, J. Lannes, F. Latour), C. R. A. S. 278 (1973) pp. 133-135.
- Λ-sphères. (mit J. Barge, J. Lannes, F. Latour), Ann. Sci. ENS 4e série, t. 7, № 4 (1974) pp. 463-506.
- Un théorème de Hurewicz homologique. Comment. Math. Helv. 52 (1977) pp. 393-413.
- Torsion de Whitehead généralisée. C. R. A. S. 290 (1980) pp. 491-493.
- Localisation non commutative de formes quadratiques. Algebraic K-theory, Lecture Notes in Math. 967 (1980) pp. 376-389.
- On the obstruction group in homology surgery. Publ. Math. IHES. 55 (1982) pp. 165-206.
- On Steenrod's problem for non-abelian finite groups. Algebraic Topology Aarhus, 1982, Lecture Notes in Math. Springer-Verlag, Berlin (1984) pp. 660-665.
- A solution of the Steenrod problem for G-Moore spaces. K-theory Journal. 1 (1987) pp. 325-335.
- Asymmetric four-dimensional manifolds. (mit S. Kwasik). Duke Math. Journal 53 № 3 (1986) pp. 759-764.
- Non locally smoothable topological symmetries of four manifolds. (mit S. Kwasik). Duke Math. Journal 53, Nr. 3 (1986) pp. 765-770.
- Action of finite groups on compact manifolds. (mit A. Assadi). Topology 26 № 2 (1987) pp. 239-263.
- Geometry of Poincaré spaces. (mit J.-C. Hausmann). Mathematical Notes 41 Princeton University Press (1993).
- 2×2-matrices and application to link theory. Proceedings Göttingen 1987. Lecture Notes in Math. 1361 Springer Verlag. (1988) pp. 269-298.
- Représentations et traces des algèbres de Hecke. Polynôme de Jones-Conway. L’Enseignement Math. 34 (1988), pp. 333-356.
- Manifold categories of Poincaré spaces. (mit J.-C. Hausmann) Proceedings Siegen 1987. Lecture Notes in Math. 1350. Springer Verlag (1988) pp. 241-258.
- On complements of codimension-3 embeddings in Sn. (mit S. Ferry, E. Pederson). Topology and its Application 31 (1989), pp. 197-202.
- Representation of links by braids. A new algorithm. Comm. Math. Helv. 65 (1990), pp. 104-113.
- Representations of symmetric groups. (mit R. Oliver) preprint.
- Representations of link groups. Knot 90. Walter de Gruyter 1992 pp. 381-387.
- The Cohn localization of the free group ring. (mit M. Farber). Math. Proc. of Cambridge Phil. Soc., 111 (1992) pp. 433-443.
- Link polynomials and graphical calculus. (mit L. Kauffman). J. of Knot theory and its ramfications. 1-1 (1992) pp. 59-104.
- Three-manifold invariants derived from the Kauffman bracket. (mit C. Blanchet, N. Habegger, G. Masbaum). Topology, 31 (1992) pp. 685-699.
- Invariants de Vassiliev des nœuds. Astérisque, 216 (1993) pp. 213-232.
- Remarks on the three-manifold invariant θp. (mit C. Blanchet, N. Habegger, G. Masbaum). NATO Advanced Research Workshop and Conference on operator algebra, mathematical physics and low dimensional topology. Research Notes in Math. № 5 (1993) pp. 39-59.
- 3-valent graph and the Kauffman bracket. (mit G. Masbaum). Pacific Journal of Math. 164 № 2 (1994) pp. 361-381.
- Verlinde formula for surfaces with spin structure. (mit G. Masbaum). Contemporary Mathematics 194 (1994) pp. 119-137.
- Topological Quantum Field Theories derived from the Kauffman bracket. (mit C. Blanchet, N. Habegger, G. Masbaum). Topology, 34 (1995) pp. 883-927.
- Les invariants récents des variétés de dimension 3. Astérisque 237 (1996) pp. 225-250.
- Espaces de Modules des Courbes, Groupe Modulaire et Théorie des Champs. (mit X. Buff, J. Fehrenbach, P. Lochak, L. Schneps). Panoramas et Synthèse 7 (1998).
- Vassiliev Theory. MaPhySto (Aarhus University) Lecture Notes 6 (2000).
- Invariants de type fini. Panoramas et Synthèses 11 (2001) pp. 99-128.
- Algebraic structures on modules of diagrams. J. Pure Appl. Alg. 215 (2011), pp. 1292-1339.
- Functoriality of Khovanov homology. arXiv:1505.04545 (2015).
- Cohn localization of finite group rings. arXiv:1509.06990 [math.AT] (2015).